# 東次相
東次相（太微左垣三 / δ Vir / 室女座δ）是一顆在室女座的紅巨星，它在西方的固有名稱是Auva。
它的光譜類型是M3-III，視星等3.38等，以裸眼就能看見。它也是一顆半規則變星，光度在+3.32 至+3.40之間變化著。
東次相 可能是聯星，在距離80弧秒處有一顆11等的伴星。伴星的類型是K型矮星，軌道週期長達200,000年，但這必需再做進一步的確認。

## 詞源
中世紀的名稱Auva、Al Awwa、和Minelauva 都是源自阿拉伯文的عوى cawwa’ "狗吠聲".

## 外部連結
- Delta Virginis at STARS
- Alcyone ephemeris （页面存档备份，存于）